# 5 nivôse
5 frimaire 5 pluviôse
Le quintidi 5 nivôse, officiellement dénommé jour du chien, est le 95e jour de l'année du calendrier républicain.
C'était généralement le 25e jour du mois de décembre dans le calendrier grégorien.